# Andrographis lobelioides
Andrographis lobelioides là một loài thực vật có hoa trong họ Ô rô. Loài này được Wight mô tả khoa học đầu tiên năm 1850.